# Dornier Spatz
Die Dornier „Spatz“ war ein Hochdecker der Firma Dornier-Werke GmbH, der in den 1920er-Jahren als Schul- und Sportflugzeug geplant war, von dem aber lediglich ein Exemplar gebaut wurde.

## Beschreibung
Die Dornier „Spatz“ war eine Landflugzeugversion der Dornier Do-A „Libelle II“. Sie unterschied sich von der Libelle II nur in der äußeren Form des Rumpfs. Es entfielen die Bootsstufe, die Kielung des Bootsbodens und die seitlichen Flossenstummel. Weil kein Spritzwasserschutz mehr nötig war, konnte der Rumpfbug verkürzt werden. Statt der Flossenstummel erhielt die Maschine ein starres Fahrwerk mit geteilter Achse und innenliegender Gummizugfederung.
Der bootsförmige Rumpf war in Schalenbauweise aus Duraluminium hergestellt. Alle Sitze waren offen, zwei waren nebeneinander mit einer damals ungewöhnlichen Doppelsteuerung ausgestattet, ein weiterer Sitz war dahinter.
Der Ganzmetallflügel mit stoffbespanntem hinteren Flächenteil war auf einen Baldachin gesetzt und auf jeder Seite mit zwei Streben am Rumpf abgestützt, er konnte zum Transport und Hangarierung nach hinten geklappt werden. Das Leitwerk war freitragend aus Leichtmetall mit stoffbespannten Rudern.
Als Triebwerk sollte ursprünglich ein luftgekühlter Siemens-Sh-5-Sternmotor mit 82 PS dienen, wie er auch in der Libelle II eingesetzt wurde. Tatsächlich wurde jedoch ein Dreizylinder-Sternmotor Bristol Lucifer mit 100 PS Startleistung mit einer starren 2-Blatt-Holzluftschraube eingesetzt.
Der Erstflug erfolgte am 12. Februar 1924 in Löwental. Die Flugeigenschaften der Maschine konnten jedoch nicht befriedigen, und auch die angestrebten Flugleistungen konnten nicht erreicht werden. Über das Schicksal des Prototyps ist nur bekannt, dass er während der Erprobung beschädigt wurde. Vermutlich hat man ihn nicht wieder aufgebaut, sondern verschrottet. Da es keine Nachfrage nach diesem Dorniermuster gab, wurden keine weiteren Exemplare hergestellt.

## Technische Daten
| Kenngröße             | Daten                                      |
| --------------------- | ------------------------------------------ |
| Passagiere            | 2                                          |
| Länge                 | 6,90 m                                     |
| Spannweite            | 9,80 m                                     |
| Leermasse             | 490 kg                                     |
| Nutzlast              | 310 kg                                     |
| Startmasse            | 800 kg                                     |
| Antrieb               | 1 × Bristol Lucifer III mit 100 PS (74 kW) |
|                       | Zweiblatt-Holzluftschraube                 |
| Höchstgeschwindigkeit | 141 km/h                                   |
| Dienstgipfelhöhe      | 3500 m                                     |
| Flächenbelastung      | 51,5 kg/m²                                 |
| Leistungsbelastung    | 10,0 kg/PS                                 |
| Kraftstoffverbrauch   | 22 l/h                                     |